# Сумех, Бахар
Бахар Сумех (англ. Bahar Soomekh, ивр. בהאר סומך‎, перс. بهار سومخ‎; 30 марта 1975) — американская киноактриса. Родилась в семье иранских евреев. Живёт и работает в Лос-Анджелесе.

## Биография
Бахар родилась в Тегеране, Иран, в набожной еврейской семье. Сумех — распространённая фамилия среди иранской еврейской общины, а имя «Бахар», означает «весна» на фарси. Мать Сумех была из Тегерана, а отец — из Хамадана. В 1979 году она переехала с родителями и сестрой, Сабой, в Лос-Анджелес спасаясь от Исламской революции. Бахар свободно владеет английским, фарси, испанским, говорит на иврите. Она училась в средней школе Беверли-Хиллз, где играла на скрипке в школьном оркестре (и затем продолжала играть в течение 13 лет). Бахар получила степень в области экологических исследований в Калифорнийском университете в Санта-Барбаре.
В начале своей карьеры, в 2002—2004 годах, Бахар участвовала в нескольких телевизионных шоу. Её роль жены турецкого террориста Хабиба Марвана была вырезана из шоу. Позже Бахар появилась в нескольких фильмах. Бахар стала широко известна после исполнения роли переводчицы в «Миссия невыполнима 3» (2006). В том же году Сумех была признана одной из 100 самых красивых людей в мире. Бахар сыграла одну из ведущих ролей в фильме ужасов «Пила 3», съёмки которого начались в мае, и фильм вышел на экраны 27 октября 2006 года.
Не снимается в кино с 2014 года. В настоящее время работает риелтором в Беверли-Хиллз.

## Личная жизнь

### Семья и религия
Сумех сказала, что иудаизм сделал её тем, кто она есть и обогатил её жизнь и что она хотела бы воспитать своих детей в еврейской религии. Муж — Клейтон Фреч, перешедший в иудаизм, чтобы жениться на Бахар в 2001 году. Есть трое детей: старший ребёнок, Эзра Фреч (род. 2005) — инвалид детства (с деформированной ногой), финалист конкурса лучшей фотографии на обложке Sports Illustrated 2014 года среди спортсменов-детей.
Бахар очень гордится своим еврейско-персидским наследием и сказала Исааку Мизрахи на церемонии Оскара: «Просто потому, что я в Голливуде, не означает, что я забываю, что я персиянка или что я еврейка. Иудаизм это не только моя религия — это моя личность».

### Общественная деятельность
Бахар участвует в программах защиты окружающей среды и детей. Имя Сумех также связано с такими организациями, как «Зелёный Крест» Михаила Горбачёва.

## Фильмография
| Год       |     | Русское название           | Оригинальное название          | Роль                  |
| --------- | --- | -------------------------- | ------------------------------ | --------------------- |
| 2002      | с   | Без следа                  | Without a Trace                | агент Салман          |
| 2002—2004 | с   | Военно-юридическая служба  | JAG                            | Амира Саттар / Жасмин |
| 2003      | тф  | —                          | Naked Hotel                    | женщина в бурке       |
| 2004      | кор | —                          | Intermission                   | женщина с волосами    |
| 2004      | ф   | Столкновение               | Crash                          | Дорри                 |
| 2004      | ф   | —                          | A Lousy Ten Grand              | Найа                  |
| 2005      | с   | 24 часа                    | 24                             | Хесса Марван          |
| 2005      | с   | Кости                      | Bones                          | Сара Машрак           |
| 2006      | ф   | Сириана                    | Syriana                        | Ясси                  |
| 2006      | с   | По справедливости          | In Justice                     | Нина Опони            |
| 2006      | ф   | Миссия невыполнима 3       | Mission: Impossible III        | переводчица           |
| 2006      | с   | Отряд «Антитеррор»         | The Unit                       | Светлячок             |
| 2006      | ф   | Пила 3                     | Saw III                        | Линн Денлон           |
| 2006—2007 | с   | Новый день                 | Day Break                      | Марго                 |
| 2007      | ф   | Пила 4                     | Saw IV                         | Линн Денлон           |
| 2008      | с   | Дубы                       | The Oaks                       | Холлис                |
| 2008      | с   | Говорящая с призраками     | Ghost Whisperer                | Триша                 |
| 2009      | тф  | Потерянное и найденное     | Lost & Found                   | Эбигейл               |
| 2010      | с   | Медицинское Майами         | Miami Medical                  | Ванесса               |
| 2011      | с   | Касл                       | Castle                         | Назиха Альхаби        |
| 2011      | с   | C.S.I.: Место преступления | CSI: Crime Scene Investigation | доктор Сильвия Слоан  |
| 2012      | тф  | Совсем как женщина         | Just Like a Woman              | Соха                  |
| 2014      | с   | Родители                   | Parenthood                     | доктор Хариана        |
| 2014      | с   | Восприятие                 | Perception                     | Иаиль                 |